# Nego do Borel
Nego do Borel, nombre artístico de Leno Maycon Viana Gomes (nacido el 10 de julio de 1992), es un cantante brasileño de funk ostentação, compositor y actor. Es conocido por los hits "Os Cara do Momento", "Diamante de Lama", "Bonde dos Brabos" y " Você Partiu Meu Coração ", con Wesley Safadão y Anitta. Actualmente tiene dos álbumes lanzados por Sony Music. Nego do Borel fue el sexto artista brasileño en ingresar al US Billboard Hot 100 .

## Infancia y primeros años
Leno Maycon Viana Gomes nació el 10 de julio de 1992 en Río de Janeiro y se crio en Morro do Borel, un barrio pobre de Río. Era el único hijo de Roseli Vianna y Nelcir Gomes. Abandonó la escuela en cuarto grado para convertirse en artista funk. El nombre "Nego do Borel" (que significa "hombre negro de Borel") surgió de un apodo dado por uno de los amigos de Gomes. Gomes luego lo adoptaría como su nombre artístico. Nego fue criado evangelista y su madre lo bautizó como Leno Maycon Viana Gomes después de John Lennon y Michael Jackson .
Tenía casi todos los dientes podridos, ya que su primer dinero ganado con la música fue para cuidar su salud bucal. Nego vivía en una situación de pobreza y tenía hambre. Nego compró dentaduras postizas con 100.000 reales y reformó su casa para su madre. Con la fama en el presente, el artista recibió más de 200,000 reales por mes.

## Carrera

### 2012-2014: Comienzo de la carrera
En 2012, Nego lanzó su sencillo debut "Os Caras do Momento" (en inglés: The Guys of the Moment). A partir de octubre de 2018, el video musical tiene aproximadamente más de 50 millones de visitas en YouTube. Después del éxito de su éxito, el cantante apareció en varios programas de televisión como TV Xuxa, Programa do Ratinho, A Liga, Agora É Tarde, The Noite com Danilo Gentili y más. [cita requerida]   El segundo sencillo de Nego do Borel "Bonde dos Brabos" tiene actualmente más de 14 millones de visitas en YouTube.
Nego do Borel pronto firmó con Sony Music y lanzó tres álbumes en 2014: las dos obras extendidas MC Nego do Borel, É Ele Mesmo y el DVD de televisión en vivo Da Lama a Ostentação - Ao Vivo. [Cita requerida] El primer álbum fue lanzado el 29 de abril de 2014 y el segundo álbum fue lanzado el 19 de agosto de 2014. Ese mismo año, Nego lanzó la canción "Menina Má" del DVD Da Lama a Ostentação con Melanina Carioca 

### 2015 – presente: Nego Resolve y Aparición en la televisión
En 2015, Nego do Borel lanzó su primer álbum de estudio Nego Resolve que incluía los sencillos "Não Me Deixe Sozinho", "Janela Aberta" e "Nego Resolve". [cita requerida] El sencillo "Não Me Deixe fue lanzado el 8 de julio de 2015 en las plataformas digitales ITunes, Google Play y los servicios de flujo de medios Spotify, Tidal y Apple Music. Nego colaboró con la cantante Anitta en su tercer álbum de estudio Bang.

## Arte

### Influencias
Nego do Borel cita al cantante brasileño de funk carioca Menor do Chapa como su mayor influencia.  

### Alter ego
Nego do Borel interpreta al personaje Nega da Boreli (que significa "mujer negra de Boreli"), que caricaturiza a una travesti de un suburbio y afirma ser la novia de Nego do Borel. También envidia a las bailarinas de Bonde das Maravilhas (que significa "tranvía de las maravillas").

## Controversias
Nego do Borel tuvo dos entrevistas marcadas el 20 de marzo de 2013; uno para The Noite com Danilo Gentilli y otro para Agora é Tarde. Después de participar con el programa de Danilo Gentili para hacer una broma con Rafinha Bastos, Gentili llamó al artista funk para que permaneciera en el SBT, lo que provocó la cancelación de su participación en "Agora é Tarde". Poco después, Gentili llamó a Nego para participar en el marco del "Programa do Ratinho". Según su empresario Nino, la entrevista programada para ese día tuvo que ser comentada por otra semana.

## Discografía

### Álbumes
- MC Nego do Borel (2014)
- É Ele Mesmo (2014)
- Nego Resolve (2015)

## Excursiones
- Os Caras Do Momento (2014–2015)